# (11959) Okunokeno
(11959) Okunokeno (1994 GG1) – planetoida z pasa głównego asteroid okrążająca Słońce w ciągu 4,31 lat w średniej odległości 2,65 j.a. Odkryta 13 kwietnia 1994 roku.